# حديث معلل
الحديث المعلل كما يوحي الاسم هو حديث نبوي شابته علة منعت صحته وقدحت فيه مع أن الظاهر السلامة في الحديث واشترط علماء الحديث لاستصحاح العلة شرطين هما:
- الغموض والخفاء
- القدح في صحة الحديث

فحين تكون العلة ظاهرة بغض النظر قادحة أو غير قادحة فلا تؤطر حينها بتعريف العلة الاصطلاحي لكن بعض العلماء يتوسع في هذا كالترمذي الذي يعد النسخ بمثابة العلة لذلك يوجد من الأحاديث الصحاح ما هو معلل.
لذا فإن علم علل الحديث يحتاج إلى حذق وفطنة ودراية فهو قادح في صحة الحديث لكنه خفي فلا يتجلى إلا لفطاحلة المحدثين لكن يمكن التنبه إليها أحيانا من قبل طريقين:
- استفراد الراوي برواية الحديث فلا يؤتى الحديث إلى من تلقائه
- مخالفة الرواة له إن كان قد روي من سبيل آخر.

فأكثف مواطن العلل هي الأسانيد فتجد الحديث المرسل قد وصل والحديث الموقوف قد رفع فيظاهر المحدثون حينها على بطلان الحديث احتجاجا بالخلل والعلة التي تكتنفه وقد تكون العلة في المتن من الحديث كذلك.
من أمثلة الأحاديث الصحيحة المعتلة التي يصح متنها ويختل سندها ما رواه يعلى بن عبيد عن سفيان الثوري عن عمرو بن دينار عن عبد الله ابن عمر بن الخطاب مرفوعا إلى الرسول صلى الله عليه وسلم: (البيعان بالخيار مالم يتفرقا).
ففي هذا الحديث وهم يعلى على سفيان الثوري في قوله: عمرو بن دينار. انما هو عبد الله بن دينار، فهذا المتن صحيح، وان وجد في الإسناد علة الغلط، لأن كلا من عمرو وعبيد الله بن دينار ثقه. فإبدال ثقة بثقة لا يضر صحة المتن حتى وإن اختلطت أسماء الرواة. من أشهر الكتب التي توثق هذا النوع من الأثر كتاب العلل الكبير والعلل الصغير للترمذي وأيضا العلل الواردة في الأحاديث النبوية للدارقطني.